# Córdoba Open 2023
Córdoba Open 2023 byl tenisový turnaj mužů hraný na profesionálním okruhu ATP Tour v areálu Polo Deportivo Kempes. Pátý ročník Córdoba Open probíhal mezi 6. lednem až 12. únorem 2023 v argentinské Córdobě na otevřených antukových dvorcích.
Turnaj dotovaný 713 495 dolary patřil do kategorie ATP Tour 250. Nejvýše nasazeným singlistou se opět stal třináctý tenista světa Diego Schwartzman z Argentiny, kterého ve druhém kole vyřadil krajan Juan Manuel Cerúndolo. Jako poslední přímý účastník do singlové soutěže nastoupil španělský 121. hráč žebříčku Pablo Andújar. V důsledku invaze Ruska na Ukrajinu na konci února 2022 řídící organizace tenisu ATP, WTA a ITF s grandslamy rozhodly, že ruští a běloruští tenisté mohli dále na okruzích startovat, ale do odvolání nikoli pod vlajkami Ruska a Běloruska.
Druhý singlový titul na okruhu ATP Tour vybojoval 22letý Argentinec Sebastián Báez. Deblovou soutěž ovládli rovněž zástupci argentinského tenisu, Máximo González s Andrésem Moltenim, kteří získali druhou společnou trofej. Molteni tak obhájil titul.

## Rozdělení bodů a finančních odměn

### Rozdělení bodů
| Soutěž  | Soutěž      | vítězové | finalisté | semifinalisté | čtvrtfinalisté | 16 v kole | 32 v kole | Q  | Q2 | Q1 |
| ------- | ----------- | -------- | --------- | ------------- | -------------- | --------- | --------- | -- | -- | -- |
| dvouhra | [ 1 ] [ 5 ] | 250      | 150       | 90            | 45             | 20        | 0         | 12 | 6  | 0  |
| čtyřhra | [ 6 ]       | 250      | 150       | 90            | 45             | 0         | —         | —  | —  | —  |

### Finanční odměny
| Soutěž                                | Soutěž      | vítězové | finalisté | semifinalisté | čtvrtfinalisté | 16 v kole | 32 v kole | Q2      | Q1      |
| ------------------------------------- | ----------- | -------- | --------- | ------------- | -------------- | --------- | --------- | ------- | ------- |
| dvouhra mužů                          | [ 1 ] [ 5 ] | 97 760 $ | 57 025 $  | 33 525 $      | 19 425 $       | 11 280 $  | 6 895 $   | 3 445 $ | 1 880 $ |
| čtyřhra                               | [ 6 ]       | 33 960 $ | 18 170 $  | 10 660 $      | 5 950 $        | 3 510 $   | —         | —       | —       |
| částka ve čtyřhrách je uvedena na pár |             |          |           |               |                |           |           |         |         |

## Dvouhra mužů

### Nasazení

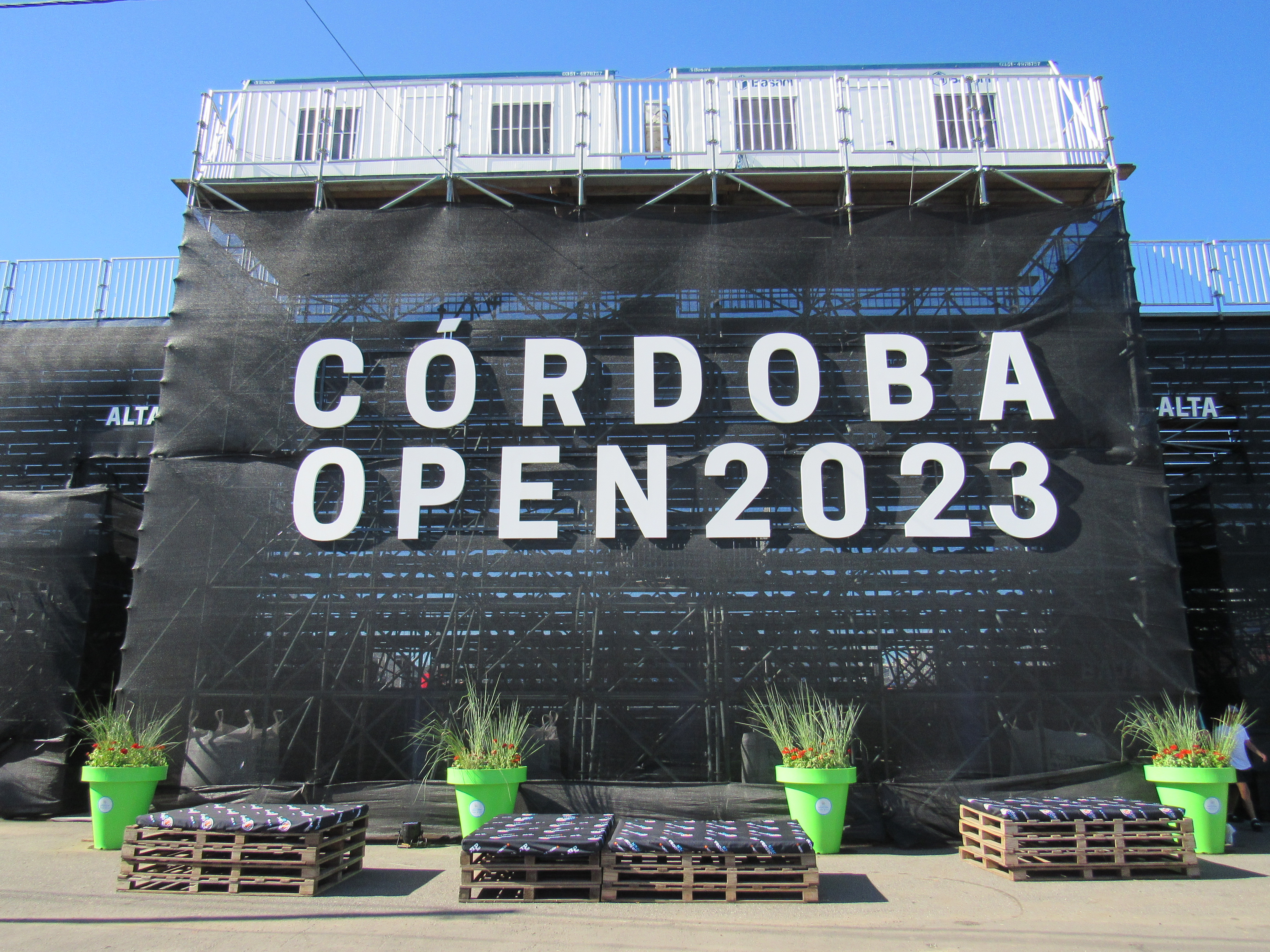
Logo ročníku 2023

| Stát                          | Hráč                    | ATP | Nasazení |
| ----------------------------- | ----------------------- | --- | -------- |
| Argentina                     | Diego Schwartzman       | 28. | 1.       |
| Argentina                     | Francisco Cerúndolo     | 31. | 2.       |
| Španělsko                     | Albert Ramos-Viñolas    | 37. | 3.       |
| Argentina                     | Sebastián Báez          | 47. | 4.       |
| Argentina                     | Pedro Cachín            | 68. | 5.       |
| Argentina                     | Federico Coria          | 69. | 6.       |
| Španělsko                     | Pedro Martínez          | 72. | 7.       |
| Španělsko                     | Bernabé Zapata Miralles | 74. | 8.       |
| Žebříček ATP k 30. lednu 2023 |                         |     |          |

### Jiné formy účasti
Následující hráči obdrželi divokou kartu do hlavní soutěže:
- Tomás Barrios Vera
- Juan Manuel Cerúndolo
- Guido Pella

Následující hráči postoupili z kvalifikace:
- Luciano Darderi
- Federico Delbonis
- Hugo Dellien
- Andrea Vavassori

### Odhlášení
před zahájením turnaje
- Laslo Djere → nahradil jej  Juan Pablo Varillas
- Fabio Fognini → nahradil jej  Pablo Andújar
- Corentin Moutet → nahradil jej  Alejandro Tabilo
- Jaume Munar → nahradil jej  Hugo Gaston

## Mužská čtyřhra

### Nasazení
| Stát                                                                                   | Hráč            | Stát       | Hráč                 | ATP  | Nasazení |
| -------------------------------------------------------------------------------------- | --------------- | ---------- | -------------------- | ---- | -------- |
| Brazílie                                                                               | Rafael Matos    | Španělsko  | David Vega Hernández | 57.  | 1.       |
| Argentina                                                                              | Máximo González | Argentina  | Andrés Molteni       | 81.  | 2.       |
| Francie                                                                                | Sadio Doumbia   | Francie    | Fabien Reboul        | 112. | 3.       |
| Kazachstán                                                                             | Andrej Golubjev | Kazachstán | Oleksandr Nedověsov  | 113. | 4.       |
| Žebříček ATP k 30. lednu 2023; číslo je součtem žebříčkového postavení obou členů páru |                 |            |                      |      |          |

### Jiné formy účasti

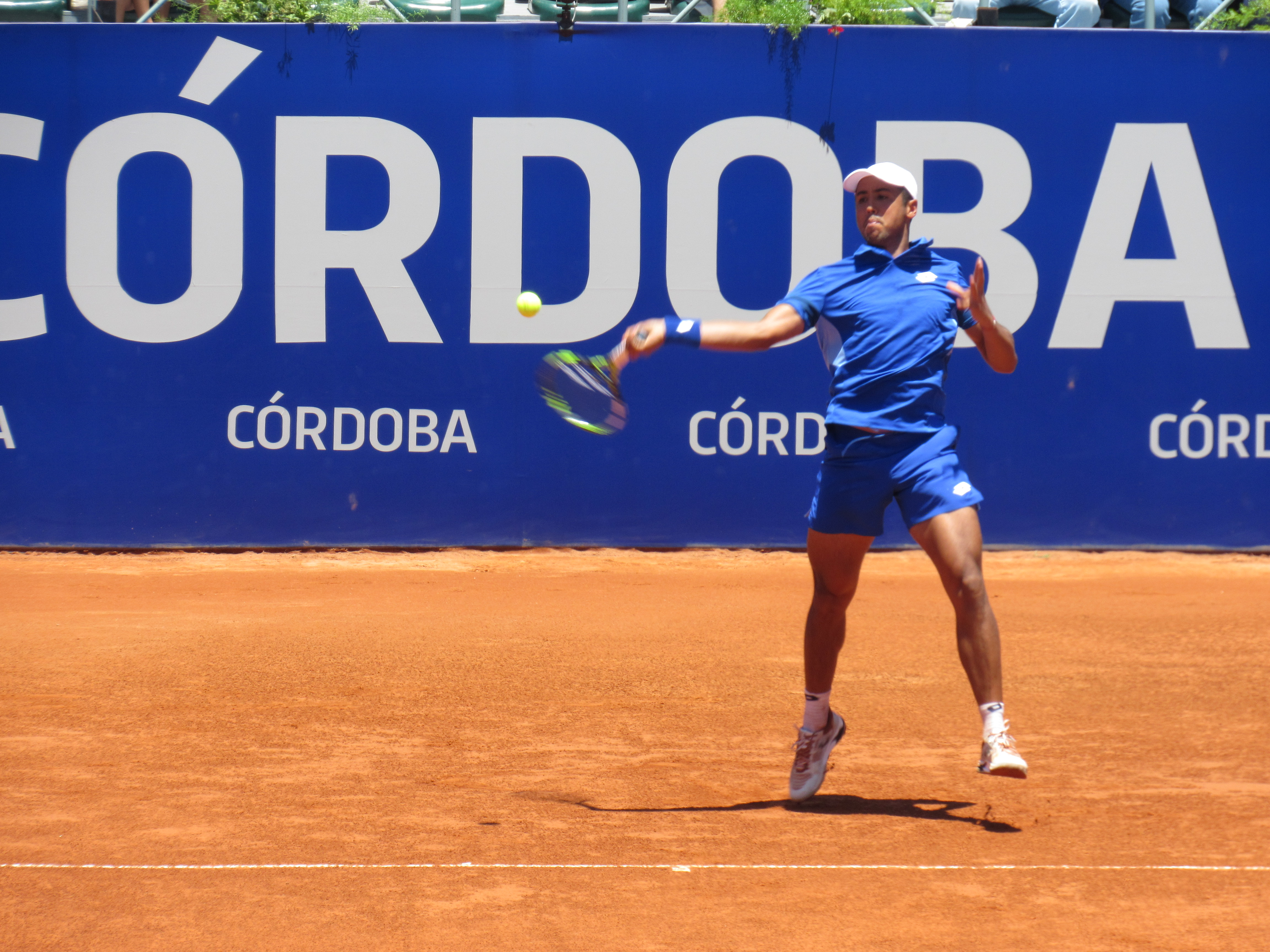
Forhend Huga Delliena

Následující páry obdržely divokou kartu do hlavní soutěže:
- Guido Andreozzi /  Guillermo Durán
- Nicolás Kicker /  Thiago Seyboth Wild

Následující páry nastoupily z pozice náhradníka:
- Boris Arias /  Federico Zeballos
- Hernán Casanova /  Andrea Collarini

### Odhlášení
před zahájením turnaje
- Pedro Cachín /  Francisco Cerúndolo → nahradili je  Boris Arias /  Federico Zeballos
- Albert Ramos-Viñolas /  Bernabé Zapata Miralles → nahradili je  Hernán Casanova /  Andrea Collarini

## Přehled finále

### Mužská dvouhra
- Sebastián Báez vs.  Federico Coria, 6–1, 3–6, 6–3

### Mužská čtyřhra
- Máximo González /  Andrés Molteni vs.  Sadio Doumbia /  Fabien Reboul, 6–4, 6–4